# Interestatal 205 (California)
La Interestatal 205 (abreviada I-205) es una autopista interestatal ubicada en el estado de California. La autopista inicia en el Oeste desde la I 580     cerca de Tracy hacia el Este en la I 5     cerca de Manteca. La autopista tiene una longitud de 20,9 km (12.973 mi).

## Mantenimiento
Al igual que las carreteras estatales, las carreteras federales, la Interestatal 205 es administrada y mantenida por el Departamento de Transporte de California por sus siglas en inglés Caltrans.

## Cruces
| Condado | Localidad | Miliario | Salida | Destinos                                                  | Notas                                           |
| --- | --------- | -------- | ------ | --------------------------------------------------------- | ----------------------------------------------- |
| Alameda ALA 0.21-0.45 |           | 0.21     |        | I 580 oeste (Arthur H. Breed Jr. Freeway) – San Francisco | Salida Oeste y Entrada Este                     |
| San Joaquín SJ L0.00-R13.40                                                                                               |           | 1.38     | 2      | Mountain House Parkway                                    |                                                 |
| San Joaquín SJ L0.00-R13.40                                                                                               |           | R3.37    | 4      | Eleventh Street (I-205 Bus. este)                         | Entrada Este y Salida Oeste; Antigua US 50 este |
| San Joaquín SJ L0.00-R13.40                                                                                               | Tracy     | R5.29    | 6      | Grant Line Road (CR J4), Naglee Road                      |                                                 |
| San Joaquín SJ L0.00-R13.40                                                                                               | Tracy     | R7.01    | 8      | Tracy Boulevard (CR J13)                                  |                                                 |
| San Joaquín SJ L0.00-R13.40                                                                                               | Tracy     | R8.13    | 9      | MacArthur Drive                                           |                                                 |
| San Joaquín SJ L0.00-R13.40                                                                                               |           | R13.40   |        | I 5 norte – Stockton                                      | Salida Este y Entrada Oeste                     |
| 1.000 mi = 1.609 km; 1.000 km = 0.621 mi Cerrada/Antigua • Terminal concurrente • Acceso incompleto • Propuesta/Sin abrir |           |          |        |                                                           |                                                 |